# Kasaoka
Kasaoka (jap. 笠岡市 Kasaoka-shi) – miasto w Japonii, w południowej części wyspy Honsiu, w prefekturze Okayama.

## Położenie
Leży w południowo-zachodniej części prefektury nad Morzem Wewnętrznym, graniczy z miastami:
- Ibara
- Asakuchi
- Fukuyama

## Historia
Prawa miejskie otrzymało 1 kwietnia 1952 roku.

## Demografia
W 2005 miasto liczyło 57 266 mieszkańców.

## Miasta partnerskie
- Szwecja: Mörbylånga
- Malezja: Kota Bharu